# Costachorema peninsulae
Costachorema peninsulae là một loài Trichoptera trong họ Hydrobiosidae. Chúng phân bố ở miền Australasia.